# 惑星 -Rebirth-
「惑星 -Rebirth-」は、日本のミュージシャン櫻井敦司の3枚目のシングルである。2005年2月23日発売。発売元はビクターエンタテインメント。

## 概要
- アルバム『愛の惑星』収録曲の「惑星」をリアレンジしたリカットシングル。
- カップリングの「愛の賛歌」にはGARIが参加。
- PV監督は大坪草次郎 & 御代川治子。

## 収録曲
1. 惑星 Rebirth [4:03]
  - 作詞：櫻井敦司、作曲：岸田研二
2. 転生 [4:47]
  - 作詞：櫻井敦司、作曲：CUBE JUICE
3. 愛の賛歌 [5:43]
  - 作詞：マルグリット・モノー、作曲：エディット・ピアフ
4. 惑星 Live at NHK HALL 21st July, 2004 [3:42]
  - 作詞：櫻井敦司、作曲：岸田研二
5. 惑星 Rebirth (Last Supper mix) [4:02]

## タイアップ
- 惑星 Rebirth (Last Supper mix)：映画『最後の晩餐-The Last Supper』エンディングテーマ